# Hansol Korea Open 2012
Hansol Korea Open 2012 er en tennisturnering på WTA Tour 2012. Turneringen vil blive afviklet i Seoul, Sydkorea fra 17. til 23. september, 2012.

## Mester

### Single
- Caroline Wozniacki vs.  Kaia Kanepi  6-1, 6-0.

Det var Wozniacki's første titel i denne sæson og den første i 13 måneder. Det var hendes 19 i karriereren.

### Double
- Raquel Kops-Jones /  Abigail Spears vs.  Akgul Amanmuradova /  Vania King 2-6, 6-2, [10]-[8]